# Paludario
Se conoce como paludario, también llamado acuaterrario o ripario, a un tipo de recinto que incorpora elementos tanto terrestres como acuáticos, mayormente para alojar organismos vivos, ya sean plantas, animales o ambos. 

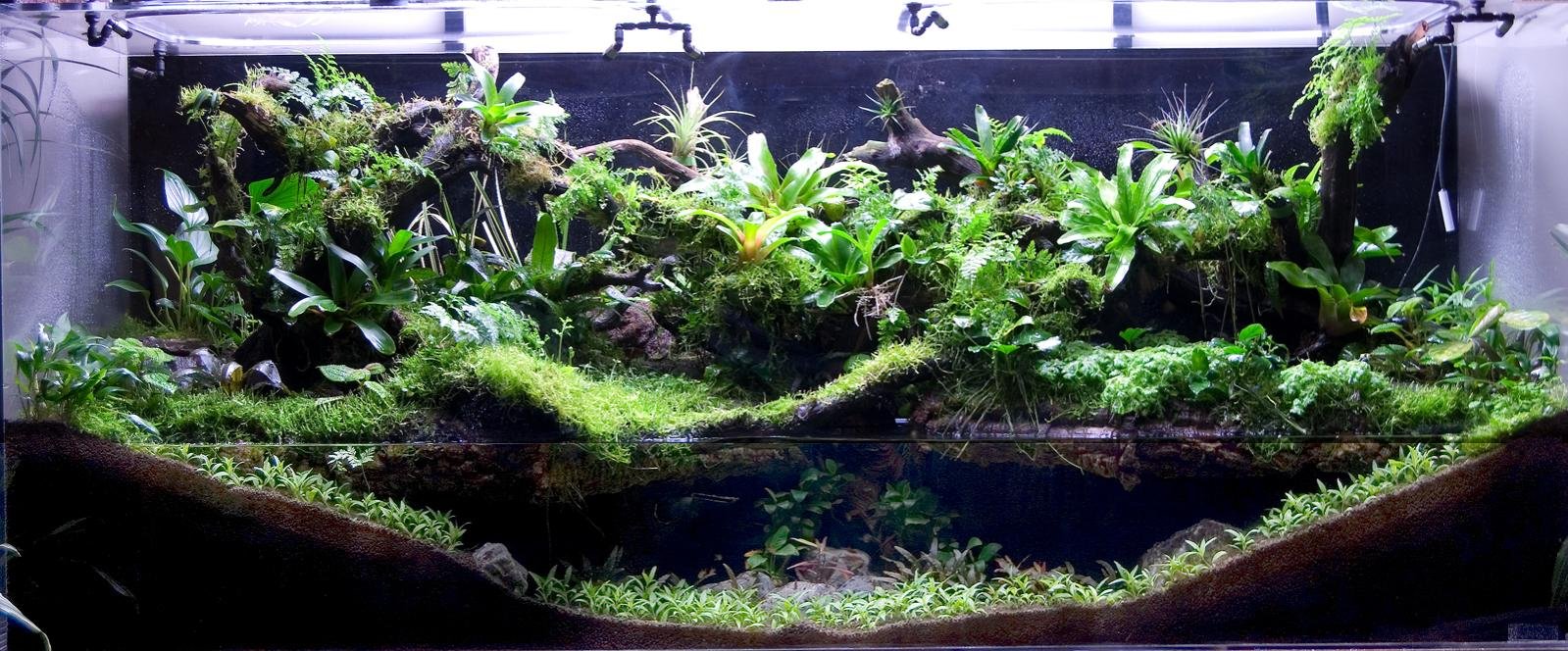
Un paludario.

## Generalidades
Generalmente consisten en un contenedor cerrado, en donde por lo menos uno de sus lados es de vidrio transparente, desde el cual se observa su interior. Solo en algunos acuaterrarios productivos todos sus costados pueden ser paredes bajas de ladrillo o cemento; los animales allí confinados no tienen la capacidad física de superarlos o dicha acción se ve impedida por la instalación de mallas de alambre o enrejados que lo cubren. 
Se crean por razones hobbistas, estéticas, productivas o científicas, en este último caso es para investigar los hábitos de vida de seres palustres en un ambiente controlado. En algunos casos se intenta recrear un biotopo particular, donde se mantienen los organismos específicos del bioma que se simula.
Los paludarios pueden ser pequeños, con unas pocas centenas de centímetros cuadrados (denominados nano-paludarios), hasta enormes, lo suficientemente grandes como para contener árboles enteros; están los anchos y alargados, con un tipo de configuración que permite una disponibilidad de iluminación óptima en toda la urna, hasta los espigados, aptos para los que disponen de una restringida superficie basal, con cualidades para alojar plantas altas.
Normalmente, la regla general impone que el recinto contenga un sector con agua y otro de superficie terrestre emergida; esta última puede ubicarse hacia un lado del recinto, sobresalir en el sector central (como una isla) o elevarse en el sector posterior, en este caso puede tener una porción intermedia de aguas someras o estar en una pared trasera que cae directamente sobre las aguas con pronunciada verticalidad, con estratégicas anfractuosidades que permiten alojar determinadas plantas terrestres que se ven favorecidas por el microambiente muy húmedo, entre ellas destacan los helechos, bromelias, begonias y herbáceas colgantes en forma de cortina.
El sector terrestre puede estar unido a la porción de agua o presentar una división, que evite que el agua se enturbie o cambie sus condiciones químicas.  El área terrestre suele estar conformada por grava, rocas grandes, tierra, troncos, arena, etc. En algunos recintos la parte sobre el agua solo comprende la superficie de las plantas higrófilas que sobresalen de la superficie acuática, ese estilo no es un paludario típico, se asimila mejor al término de “acuario emergido” o “acuario de emergentes”. En otros, apenas algunos troncos o rocas sobresalen del agua, sin tener una porción terrestre que sostenga vida; esta variante es más conocida como ripario. De igual manera son los que la parte terrestre es flotante, sin conexión con el fondo.
La parte del agua del recinto, además de proporcionar el ambiente para la biota netamente acuática y brindar un ambiente para las especies palustres, también cumple la función de aportar por condensación la humedad a las otras secciones. Si la parte de agua no presenta condiciones específicas para sostener vida, el recinto es mayormente denominado acuaterrario.
En la configuración básica de un paludario, junto con el agua y la parte emergida, hay una tercera zona principal, es la altura del espacio aéreo disponible sobre el agua, que determina el tamaño al que puede llegar el dosel de las plantas terrestres y emergidas y la amplitud del volumen de aire aprovechable.

### Etimología
Etimológicamente, el término “paludario” deriva de paludarium, una palabra en latín, construida de: palus, que significa ‘pantano’ y el sufijo -arium que se refiere a un ‘contenedor’ o un lugar que lo contiene. El término “acuaterrario” deriva de aquaterrarium, una palabra en latín, construida de la raíz aqua, que significa ‘agua’, terra, que significa ‘tierra’, más el sufijo -arium.

### Construcción
Pueden ser construidos con un diseño específico para el destino buscado, o bien, puede partirse desde urnas construidas con otros fines, por ejemplo de acuarios tradicionales, a los que se mantiene el nivel del agua muy por debajo de la altura disponible y se aumenta el volumen de arena y piedras en un lado, o de terrarios espaciosos, a los que se les eleva el suelo y se les incluye un contenedor con abundante agua. En todos los casos, es indispensable que el sector con agua no presente fugas.

## Seres vivos criados en paludarios
Normalmente se pretende alojar un grupo biológico en particular, ya sea solo plantas, peces en conjunto con plantas, anfibios, cocodrilos, lagartos acuáticos (como iguanas y dragones de agua), tortugas acuáticas, mamíferos acuáticos, aves, insectos, moluscos, cangrejos de río, etc. Todos los animales no esencialmente acuáticos que se incluyan deberían ser capaces de nadar y el diseño les debería facilitar que puedan salir del agua hacia la parte terrestre por sí solos.